# Unterseeboot 215
Le Unterseeboot 215 (ou U-215) est un sous-marin allemand (U-Boot) de type VII.D utilisé par la Kriegsmarine (marine de guerre allemande) pendant la Seconde Guerre mondiale.

## Historique
Mis en service le 22 novembre 1941, l'Unterseeboot 215 passe son temps d'entraînement initial à la 5. Unterseebootsflottille à Kiel en Allemagne jusqu'au 30 juin 1942, puis rejoint son unité de combat à la 9. Unterseebootsflottille à Brest, base qu'il n'atteindra jamais.
Il part pour sa première et dernière patrouille, quittant le port de Kiel le 9 juin 1942 sous les ordres du Kapitänleutnant Fritz Hoeckner qui, le 1er juillet 1942, est promu au grade de korvettenkapitän. Après 25 jours de mer, l'U-215 est coulé le juillet 1942 dans l'Atlantique Nord à l'est de Boston aux États-Unis à la position géographique de 41° 48′ N, 66° 38′ O par des charges de profondeur lancées par le chalutier équipé pour la lutte anti-sous-marine britannique HMS Tiger, en riposte au torpillage par l'U-215 du Liberty-ship américain Alexander Macomb du convoi BX-27. 
Les 48 membres d'équipage du U-215 meurent dans cette attaque.

## Affectations
- 5. Unterseebootsflottille du 22 novembre 1941 au 30 juin 1942 (entraînement)
- 9. Unterseebootsflottille du 1er juillet au 3 juillet 1942 (service actif)

## Commandant
- Kapitänleutnant, puis korvettenkapitän Fritz Hoeckner du 22 novembre 1941 au 3 juillet 1942

## Patrouilles
|       | Commandant            | Départ      | Départ | Arrivée        | Arrivée | Jours    | Succès  |
| ----- | --------------------- | ----------- | ------ | -------------- | ------- | -------- | ------- |
| 1     | Kptlt. Fritz Hoeckner | 9 juin 1942 | Kiel   | 3 juillet 1942 | Coulé   | 25 jours | 7 191   |
| Total | Total                 | Total       | Total  | Total          | Total   | 25 jours | 7 191 t |

Note : Kptlt. = Kapitänleutnant

## Navires coulés
L'Unterseeboot 215 a coulé 1 navire marchand  de  7 191 tonneaux au cours de l'unique patrouille (25 jours en mer) qu'il effectua.
| Date           | Navire           | Pavillon | Tonnage | Convoi | Fait  |
| -------------- | ---------------- | -------- | ------- | ------ | ----- |
| 3 juillet 1942 | Alexander Macomb | USA      | 7 191   | BX-27  | Coulé |

### Référence
1. ↑  http://uboat.net/boats/successes/u215/html

### Source
- (en) Cet article est partiellement ou en totalité issu de l’article de Wikipédia en anglais intitulé « German submarine U-215 » (voir la liste des auteurs).